# Rhytidoponera mirabilis
Rhytidoponera mirabilis é uma espécie de formiga do gênero Rhytidoponera.